# Tàxila (satrapia)
Tàxila fou una satrapia de l'imperi Aquemènida de Pèrsia. Fou afegida durant el regnat de Darios el Gran, però l'ocupació persa no va durar gaire, car no s'han trobat restes arqueològiques d'exèrcits de l'oest al Panjab, però algunes construccions perses es van descobrir el 2002.